# ヤニス・サリビュル
ヤニス・サリビュル（Yannis Salibur，1991年1月24日 - ）は、フランス・サン＝ドニ出身の元サッカー選手。現役時代のポジションはMF。

## 経歴
ASローマやウディネーゼ・カルチョ等のチームから関心が寄せられていた ものの、2008年6月にリールのトップチームに昇格した。
2011年1月13日、リールでのリーグ戦出場が無く出場機会を求めて、リーグ・ドゥのUSブローニュに移籍。
2012年8月6日、クレルモン・フットと3年契約を結んだ。
2015年12月31日、EAギャンガンと3年半契約を結んで移籍した。2017年1月31日にはプレミアリーグのハル・シティAFCが獲得を試みたが、書類提出が遅れ実現しなかった。
2018年8月31日、ASサンテティエンヌにレンタル移籍した。
2019年8月22日、リーガ・エスパニョーラ所属のRCDマヨルカに3年契約で移籍した。
2020年9月26日、スュペル・リグのファティ・カラギュムリュクSKへ移籍。